# Bohémové
Bohémové (v originále Rent) je americký muzikálový a dramatický film z roku 2005, který režíroval Chris Columbus. Jde o adaptaci stejnojmenného broadwayského muzikálu, který je inspirován operou Giacoma Pucciniho, Bohéma.
Film popisuje životy několika bohémů a jejich bojů se sexualitou, transsexualitou, drogami, placení jejich nájmu a životem ve stínu AIDS. Děj filmu se odehrává v East Village v New York City mezi lety 1989 a 1990. Ve filmu se objevuje šest původních představitelů z Broadwaye, kteří si své role ve filmu zopakovali.

## Děj filmu
Na Štědrý den roku 1989 se nadějný filmař Mark Cohen a jeho spolubydlící Roger Davis dozvídají, že nájem, který jim jejich bývalý spolubydlící a nyní majitel budovy Benjamin „Benny“ Coffin III. doposud promíjel, je dvojnásobný. Ve stejný čas se ukazuje jejich bývalý spolubydlící Tom Collins, ale při cestě k nim je okraden a zmlácen v uličce. Mezitím se Mark a Roger setkávají s Bennym, který jim sdělí, že plánuje vystěhovat bezdomovce z nedalekého parkoviště a namísto toho tam vybudovat studio. Nabídne, že by tam mohli žít zadarmo, pokud donutí Markovu bývalou přítelkyni Maureen, aby ukončila své protesty proti jeho plánům, ale Mark s Rogerem to odmítnou.
Pouliční bubeník a transvestita Angel objeví zmláceného a okradeného Collinse v uličce a pomůže mu. Vytvoří si mezi sebou pouto, když zjistí, že oba mají AIDS. Později té noci se Roger, který je HIV pozitivní a bývalý narkoman, snaží složit svou poslední velkou píseň. Navštíví ho sousedka Mimi, která je exotická klubová tanečnice závislá na heroinu a flirtuje s ním.
Následující den Marka a Rogera navštíví Collins a Angel, který přijde s mnoha dárky. Pozvou Marka a Rogera, aby přišli na místní setkání pro podpoření lidí s AIDS s názvem Podpora pro život. Roger odmítne, zatímco Mark řekne, že musí pomoci opravit Maureeino zvukové zařízení pro další protest. Setkává se s Maureeninou novou přítelkyní jménem Joanne, a ta s ním souhlasí, když diskutují o Maureenině promiskuitě. Nakonec však Mark s mírným zpožděním doráží na schůzku Podpory pro život.
Tu noc, když Mimi skončí s tančením, se vrací se domů a flirtuje s Rogerem. Roger je zaskočen, protože jeho bývalá přítelkyně po zjištění, že má AIDS spáchala sebevraždu, a tak Mimi odmítne a vyhazuje. Příští den přichází na další schůzku Podpory pro život, kde sdílí radost se svými přáteli. Později všichni navštíví Maureenin protest, zatímco Benny má policii v pohotovostním režimu. Nepokoje pokračují, což Mark natočí a pošle záznam do místního zpravodajského programu Buzzline. V Life Cafe po Maureenině show Benny kritizuje bohémský život skupiny, na což všichni odpoví radostnou oslavou bohémství. Během oslavy zjistí Mimi a Roger o sobě navzájem, že jsou HIV pozitivní. Roger a Mimi si před kavárnou navzájem vyznají lásku.
Na Nový rok skupina zjistí, že Benny je vyhodil z bytu a zamkl hlavní dveře, což Angel vyřeší tím, že je rozbije pomocí odpadkového koše. Mark se snaží sám uživit a proto bere práci v Buzzline. Po další hádce se Maureen zasnoubí s Joanne; to ale dlouho nevydrží, protože při zásnubní oslavě Maureen flirtuje s jinou ženou. Bennyho pokárá Mimi, jeho bývalá přítelkyně a řekne mu, aby vrátil skupině jejich byt. V Rogerovi po zjištění, že Mimi dříve chodila s Bennym, roste nedůvěra a s Mimi se rozejde. Mezitím se zdravotní stav Angela výrazně zhorší a umírá v náručí Collinse. Na pohřbu Angela se všichni hořce pohádají a nakonec si každý jde svou cestou.
Roger prodává svou kytaru, kupuje si auto a přestěhuje se do Santa Fe. Nakonec se ale vrátí, protože si uvědomí, že stále miluje Mimi. Mezitím Mark končí se svou prací v Buzzline, aby se soustředil na vlastní film. Na Štědrý den roku 1990 se Mark a Roger sejdou s Collinsem, který jim prozrazuje, že přeprogramoval bankomat a když si budou chtít vyzvednout peníze, je nastaveno heslo A-N-G-E-L. Ve stejný čas najdou Joanne a Maureen polomrtvou Mimi ležet na ulici a přinesou ji k Markovi a Rogerovi. Mimi a Roger si navzájem odpustí a Roger zpívá píseň, kterou napsal v uplynulém roce. Zdá se, že Mimi umřela, ale nakonec se náhle probudí. Řekne jim, že již mířila ke světlu, když se jí zjevil Angel a řekl ji, ať jde zpátky. Poprvé vidíme Markův dokument o uplynulém roce a všichni přátelé zpívají že „není jiný den než dnešek“ (v originále „no day but today“).

## Obsazení
| Anthony Rapp                       | Mark Cohen                        |
| Adam Pascal                        | Roger Davis                       |
| Rosario Dawson                     | Mimi Marquez                      |
| Jesse L. Martin                    | Tom Collins                       |
| Wilson Jermaine Heredia            | Angel Dumott Schunard             |
| Idina Menzel                       | Maureen Johnson                   |
| Tracie Thoms                       | Joanne Jefferson                  |
| Taye Diggs                         | Benjamin „Benny“ Coffin III.      |
| Mackenzie Firgens                  | April Ericsson                    |
| Sarah Silvermanová                 | Alexi Darling                     |
| Jennifer Siebel                    | sekretářka pro Alexi Darling      |
| Aaron Lohr                         | člen organizace Podpora pro život |
| Wayne Wilcox                       | člen organizace Podpora pro život |
| Daryl Edwards a Anna Deavere Smith | pan a paní Jeffersonovi           |
| Kevin Blackton a Bettina Devin     | pan a paní Johnsonovi             |
| Joel Swetow a Randy Graff          | pan a paní Cohenovi               |
| Chris Columbus                     | naštvaný muž v autě               |

Všichni kromě dvou původních představitelek z broadwayského muzikálu si své role zopakovali i ve filmu. Režisér Columbus měl myšlenku dát původní obsazení i do filmu poté, co mluvil o muzikálu s Anthonym Rappem, Adamem Pascalem a Idinou Menzel a cítil, že pořád vypadají stejně jako, když měl v roce 1996 muzikál premiéru. Pouze Daphne Rubin-Vega a Fredi Walker, původní představitelky Mimi a Joanne, nebyly obsazeny do filmu. Rubin-Vega byla v době natáčení v sedmém měsíci těhotenství a tudíž nebyla schopná si zopakovat roli Mimi. Herečce Fredi Walker byla role Joanne nabídnuta, ale ta řekla, že se na ní cítí příliš stará. Nicméně trvala na tom, že by tuto roli měla ztvárnit žena afroamerického původu.

## Alternativní závěr filmu
Kromě čtyř vymazaných scén obsahuje DVD také alternativní konec, který ukazuje všechny hlavní postavy mimo Angela stojící na místech, na kterých byly během písně „Seasons of Love“, všichni stojící v řadě reflektorů a Angelovo místo je prázdné. Později v této scéně, Angel vstupuje z boku a jde směrem ke svému místu a na chvíli se zastaví, když prochází kolem Collinse a vezme si na chvíli jeho ruku. Ačkoliv se toto ukončení používá v divadelní verzi muzikálu, bylo od něj ve filmu upuštěno, protože se tvůrci báli, že by se mohlo publikum divit, proč se Angel vrátil nebo proč jsou postavy opět seřazeny na scéně. Chris Columbus v komentáři k tomuto říká, že „nechtěl, aby si diváci mysleli, že všechno je v pořádku a Angel je opět živý“.

## Rozdíly mezi divadelní a filmovou verzí
Píseň „Goodbye Love“ byla natočena celá, ale druhá polovina byla vystřižena z filmu, protože ji Columbus shledal jako emocionálně přetíženou, což uvádí na komentovaném příspěvku na DVD.
Film také nechává dvojznačnou smrt Rogerovy přítelkyně April, která zemřela před začátkem děje filmu. Ve filmu jí lze vidět číst lékařskou zprávu, že je HIV pozitivní; je řečeno, že zemřela, ale nic jiného jasného není. V divadelní verzi Mark přesně řekne, že April spáchala sebevraždu tím, že si podřezala zápěstí v koupelně a Roger se tak dozvěděl i o svém onemocnění HIV. Chris Columbus v komentáři pro DVD sděluje, že scéna obsahující April, která leží ve vaně s podřezaným zápěstím, byla natočena, ale nebyla zařazena do filmu, protože si myslel, že by toho bylo „příliš mnoho“.

## Natáčení
Natáčelo se na Super 35 mm filmový formát. Jedna ze scén se opravdu točila v New Yorku, a to v Life Cafe. Studia Warner Bros sloužila jako The New York East Village a zbývající vnitřní a vnější záběry byly natočeny v San Francisku. Některé dodatečné exteriérové scény byly také natočeny v San Diegu, známém Filoli House ve Woodside (Kalifornie), Oaklandu a Santa Fe (Nové Mexiko).

## Soundtrack
Dvoudiskový soundtrack, který obsahuje 28 skladeb, byl původně vydán v osmi různých obalech, každý představoval jednu z osmi hlavních postav ve filmu. Album bylo ve Spojených státech vydáno dne 23. září 2005.